# Batalion ON „Nowy Sącz”

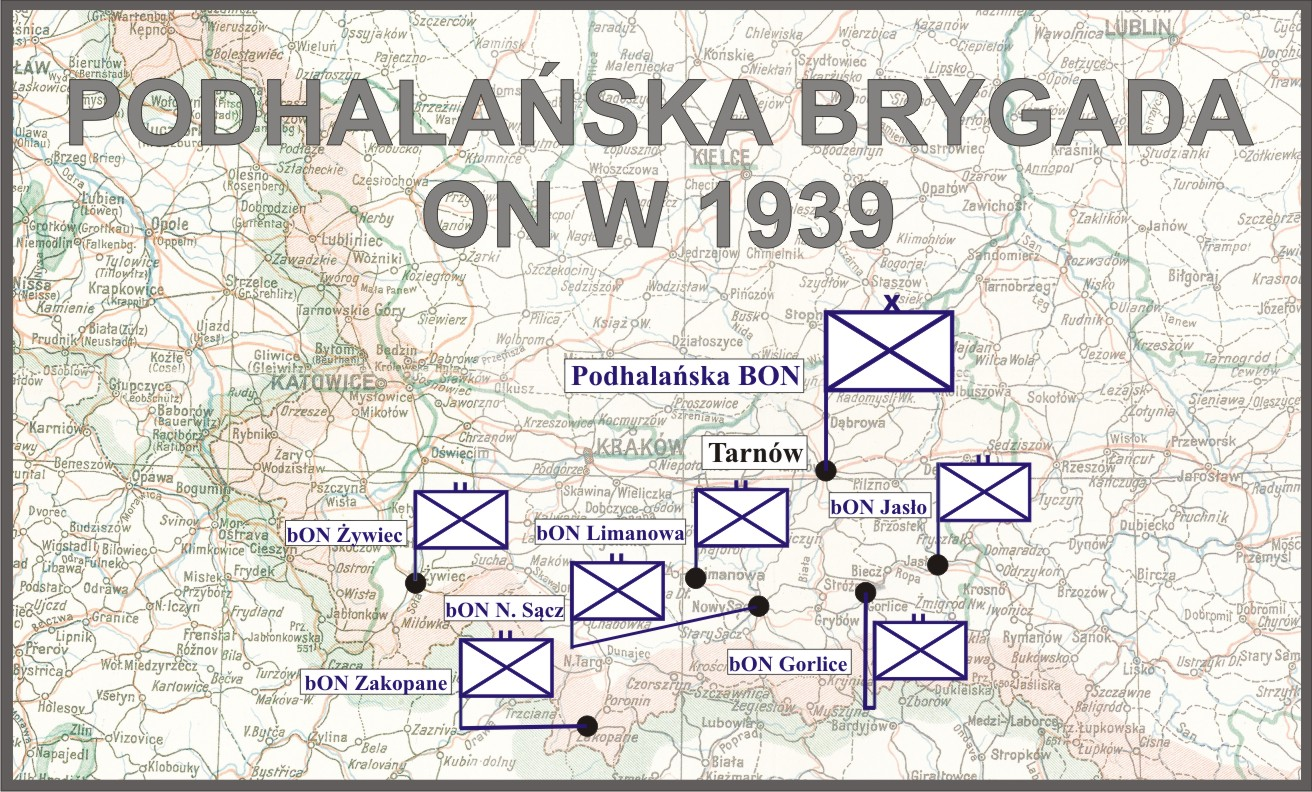
Podhalańska Brygada ON

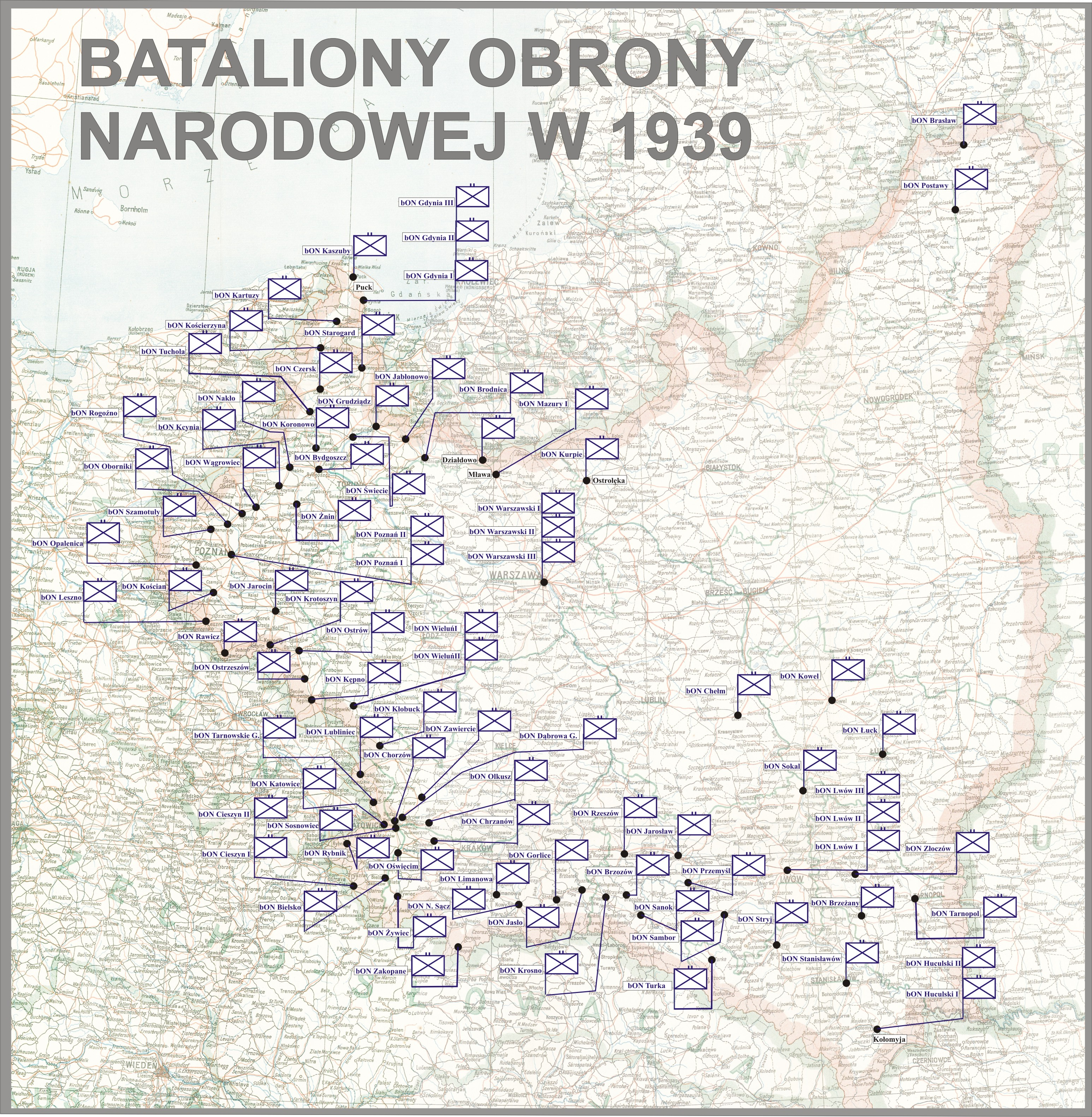
Obrona Narodowa w 1939

Sądecki Batalion Obrony Narodowej (batalion ON „Nowy Sącz”) – pododdział piechoty Wojska Polskiego II RP.
Batalion został sformowany w maju 1939, na podstawie rozkazu Departamentu Piechoty M.S.Wojsk. L.1601 z dnia 2 maja 1939, z dniem 31 maja 1939, w Nowym Sączu, Grybowie i Krynicy, w składzie Podhalańskiej Brygady ON, według etatu batalionu ON typ IV. Pododdział był organizowany w oparciu o 491 Obwód Przysposobienia Wojskowego.Pod względem mobilizacji materiałowej przydzielony do 1 pułku strzelców podhalańskich. W sierpniu 1939 roku batalionowi wymieniono uzbrojenie strzeleckie kb i kbk przestarzałych wzorów francuskich na broń systemu Mauser.
W kampanii wrześniowej 1939 roku baon walczył w składzie 2 Brygady Górskiej Strzelców.
| Obsada personalna batalionu we wrześniu 1939 | Obsada personalna batalionu we wrześniu 1939 | Obsada personalna batalionu we wrześniu 1939 |
| -------------------------------------------- | -------------------------------------------- | -------------------------------------------- |
| Stanowisko                                   | Stopień, imię i nazwisko                     | Uwagi                                        |
| dowódca batalionu                            | kpt. adm. (piech.) Ignacy Jeleń              |                                              |
| adiutant                                     | por. rez. Stefan Krajewski                   |                                              |
| dowódca 1 Kompanii ON „Nowy Sącz”            | por. kontr. piech. Roman Jan Somogyi         | †1940 Charków                                |
| dowódca 2 Kompanii ON „Grybów”               | kpt. piech. Roman Zaziemski                  | niemiecka niewola                            |
| dowódca 3 Kompanii ON „Krynica”              | kpt. piech. Stanisław Sołtysiak              | niemiecka niewola                            |
| dowódca I plutonu                            | ppor. piech. rez. Andrzej Bohdan Nowikow     | †12/13 IX 1939 Bircza                        |